# Grez (Oise)
Grez – miejscowość i gmina we Francji, w regionie Hauts-de-France, w departamencie Oise.
Według danych na rok 1990 gminę zamieszkiwało 209 osób, a gęstość zaludnienia wynosiła 36 osób/km² (wśród 2293 gmin Pikardii Grez plasuje się na 789. miejscu pod względem liczby ludności, natomiast pod względem powierzchni na miejscu 802.).